# Автомагистраль M898
Автомагистраль M898 — ответвление от автомагистрали M8 к мосту Эрскин в Ренфрушире, Шотландия. Имеет самый высокий номер дороги класса «M» в Великобритании. Раньше дорога являлась западным концом автомагистрали M8 (до завершения строительства объезда Бишоптона). По всей длине отсутствует обочина, так как дорога была построена во времена, когда в Шотландии разрешалась стройка автомагистралей низшего качества; из-за этого должны были быть построены карманы для экстренной остановки, но имеется всего лишь один на южном направлении из-за краткости дороги. Дорога заканчивается пересечением с дорогой A726, где раньше располагались пункты взимания платы за проезд по мосту Эрскин, которые были закрыты 1 апреля 2006 г; дальше дорога переходит в A898, которая пересекает реку Клайд по мосту Эрскин. Дорога имеет по две полосы в каждую сторону и скоростное ограничение 70 миль в час (112,65408 км/ч) на всём протяжении.

## Южный конец
Дорога начинается от единственного нумерированного её пересечения с M8 — одной из самых главных автомагистралей Шотландии (соединяет Глазго и Эдинбург, два крупнейших города страны). Пересечение такого же низкого стандарта как и дорога — пандусы развязки имеют всего лишь одну полосу, так как до этого имелись по две узкой полосы и отсутствовала обочина, что делало обгон небезопасным; впоследствии пандусы были сужены до одной полосы, что является редкостью для магистральных развязок в Великобритании.

## Северный конец
Автомагистраль заканчивается на подходе к мосту Эрскин, где раньше находились пункты взимания платы за проезд. Развязка с A726 имеет по одной полосе на пандусах и имеет форму полуклевера, пандусы заканчиваются парой круговых перекрёстков.

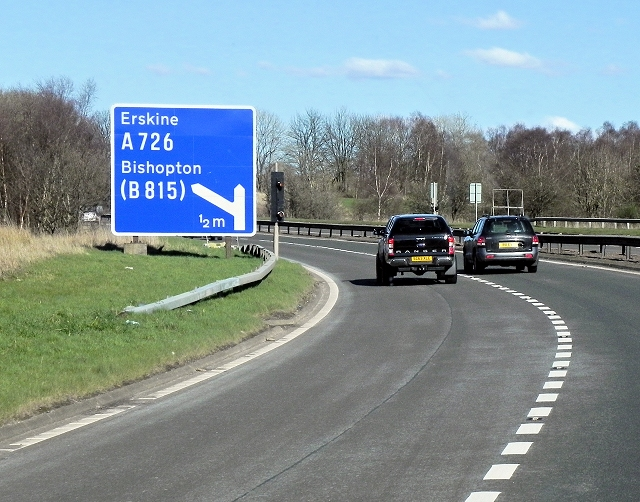
Знак северного пересечения M898 с A726

## Пересечения
- M8
- A726